# Ed Pulaski
Edward "Ed" Pulaski ( 1868-1931 ) fue un ranger del Servicio Forestal de los EE. UU. en Wallace, Idaho. Pulaski viajó al Oeste y trabajó como minero, en el ferrocarril y como ranchero antes de unirse al Servicio Forestal en 1908.
Tenía fama de ser descendiente de Kazimierz Pulaski, y así lo proclamó personalmente.

## El Gran Fuego de 1910
El 20 de agosto de 1910, durante el desastre conocido como el Gran Incendio de Idaho o el Gran Fuego de 1910, se le atribuye a Pulaski salvar a 40 de los 45 hombres de su dotación. Había sido un año especialmente seco y los incendios forestales se extendían por el noreste de las Montañas Rocosas. Pulaski se encontraba supervisando dotaciones contra incendios en la vertiente derecha de Placer Creek, a unas cinco millas al sur de Wallace, cuando repentinamente el fuego se volvió fuera de control alcanzando a las dotaciones.
Basándose en sus conocimientos del lugar y de la dinámica de incendios forestales, Pulaski puso a sus hombres a salvo en una mina abandonada. Tras hacer entrar a sus hombres en el interior de la mina abandonada, los amenazó con disparar con su pistola a cualquiera que tratara de abandonarla. Tumbados sobre el suelo del túnel, todos los bomberos sobrevivieron salvo cinco, que fallecieron por inhalación de humo al igual que dos caballos que llevaban. La entrada de la mina, conocida como El túnel de Pulaski, está recogida en el Registro Nacional de Lugares históricos.

## Eponimia

### La herramienta de bomberos Pulaski

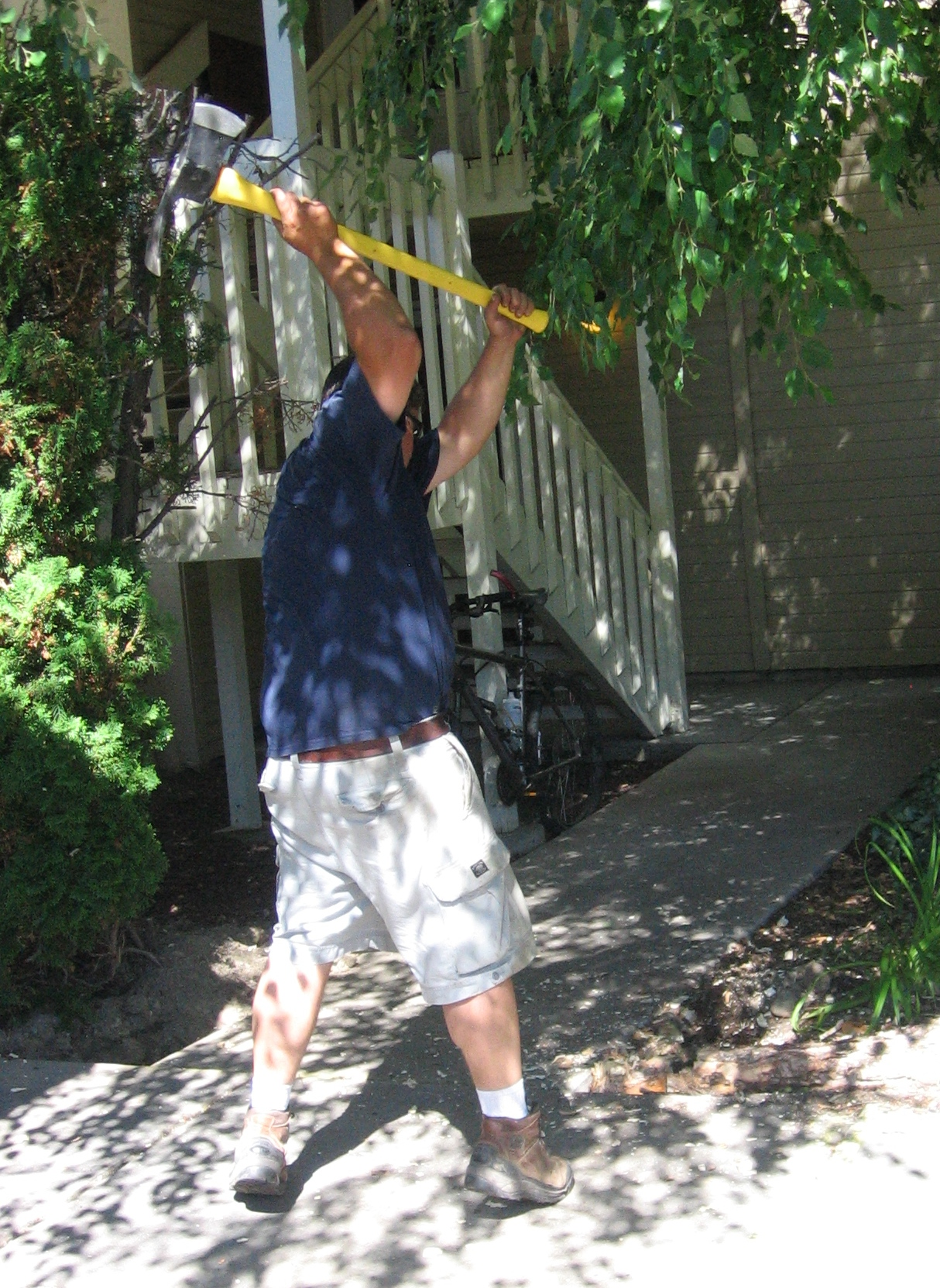
Un pulaski en acción contra una raíz dura

Pulaski es mundialmente reconocido como el inventor de la herramienta Pulaski. empleada en incendios forestales, que se caracteriza por contar en su cabeza con un hacha para corte y una azada para cavar o remover tierra.
El monte Pulaski, de 1670 metros a 2,4 millas al sudoeste de Wallace, lleva su nombre, al igual que el túnel que conduce a la Mina Nicholson, lugar en el que se resguardaron Pulaski y sus hombres.